# گولیلمو سیناتس
گولیلمو سیناتس (ایتالیایی: Guglielmo Sinaz؛ ‏ ۲۰ نوامبر ۱۸۸۵ – ۵ فوریهٔ ۱۹۴۷) بازیگر اهل ایتالیا بود.
از فیلم‌هایی که وی در آن نقش داشته‌است، می‌توان به فقط تو را دوست دارم، ما هفت خواهر بودیم، شام دلقک، هارلم، تمام رم در برابر او لرزید و به من نگو! اشاره کرد.